# Rubus euroasiaticus
Rubus euroasiaticus är en rosväxtart som beskrevs av Sinkova. Rubus euroasiaticus ingår i släktet rubusar, och familjen rosväxter. Inga underarter finns listade i Catalogue of Life.